# Волкова, Оксана
Оксана Волкова — оперная певица (меццо-сопрано), солистка оперы Большого театра Беларуси, заслуженная артистка Республики Беларусь.
Родилась в Минске. Окончила Белорусскую государственную академию музыки по специальности "академическое пение" в классе Л.Галушкиной, затем – по специальности "режиссура театра/музыкальный театр" под руководством М.Изворска-Елизарьевой.
В 2002 году стала солисткой оперы Большого театра Беларуси. С того времени служит в родном театре, исполняет главные партии для меццо-сопрано. Также как режиссер поставила на сцене театра две оперы – "Виллисы. Фатум" на музыку Дж. Пуччини (2020г.) и "Самсон и Далила" К. Сен-Санса (2021г.).
Принимала участие в фестивалях: "Ирина Архипова представляет", Международный музыкальный фестиваль "Владимир Спиваков приглашает", Международный фестиваль искусств Юрия Башмета в Сочи, "Черешневый лес" (Москва), "Sommer in Lesmona" (Бремен), "Opera en el convento" (Канарские острова), Salzburger Festspiele (Зальцбург, Австрия).
Сотрудничала с такими именитыми дирижерами как Валерий Гергиев, Семён Бычков, Владимир Спиваков, Александр Ведерников, Даниэль Орен, Кирилл Петренко, Константин Орбелян и др.

#### Награды и премии
В 1998 г. — дипломант Национального конкурса вокалистов имени Л. П. Александровской. В 2000 и 2001 гг. — лауреат Национального конкурса имени Станислава Монюшко. В 2001 г. — дипломант Международного конкурса вокалистов им. А. Дворжака (Чехия). В 2007 г. — лауреат XXII Международного конкурса вокалистов имени М. И. Глинки (Россия); в этом же году — дипломант V Международного конкурса молодых оперных исполнителей им. Клаудии Таев (Эстония).
Обладатель двух Гранд-премий Специального фонда Президента Республики Беларусь по поддержке талантливой молодежи (2008, 2010).
Обладатель медали Франциска Скорины «за выдающиеся творческие достижения, высокое профессиональное мастерство и заслуги в развитии национальной культуры и искусства» (2008).
Обладатель специального диплома "За творческое воплощение идей дружбы народов Беларуси и России" (2014).
В 2009-2010гг. – артистка Молодежной оперной программы Большого театра России (руководитель – профессор Дмитрий Вдовин).
В 2010 г. стала лауреатом III премии I Международного конкурса вокалистов им. М. Магомаева и лауреатом I премии конкурса вокалистов в рамках XXIII Музыкального фестиваля им. Л. Собинова (Россия).
В 2012 году получила звание заслуженной артистки Республики Беларусь.
В 2016-м стала лауреатом Национальной театральной премии Республики Беларусь за исполнение партии Кармен (опера Ж.Бизе, постановка Г.Галковской). По подсчетам самой певицы, за свою творческую карьеру она участвовала в более чем 20-ти постановках этой знаменитой оперы. И это количество продолжает пополняться. "Главная героиня в исполнении примы театра, самой яркой международной звезды труппы Оксаны Волковой по-оперному обольстительна — эта Кармен, что называется, «всем взяла»: и голосом, и внешними данными, и актерской игрой. В ней всего в меру, грань хорошего тона, вкуса нигде не перейдена, и поэтому цыганка Волковой в итоге оказывается не вульгарной, а знающей себе цену и даже величественной..." (Российский музыкальный критик А.Матусевич для газеты "Культура")
"На все триста процентов — это моя партия и по голосу, и по темпераменту. Я получаю огромное наслаждение от этой оперы, все время ищу новые краски, оттенки в голосе и черты, детали характера. Эту оперу сложно испортить режиссурой, потому что главное в ней — история Кармен и Хозе. Я обожаю современные постановки «Кармен», потому что они не только актуальны сегодня, но и очень выразительны..." О.Волкова
В 2017 году удостоена Государственной премии Республики Беларусь — за значительный вклад в постановку оперы Дм. Смольского «Седая легенда» по произведению В.Короткевича. Оксана Волкова в премьерном показе на сцене Большого театра Беларуси вышла в главной партии — Любки. Вот что Оксана Волкова говорит о своей героине: "Ее поступки сложно оправдать и понять. Но опера всегда немного возвышает героев, оправдывает и реабилитирует. Любка отвергнута Романом, который предпочел ей, панне, холопку. Ради нее был готов спалить все дотла и принести себя в жертву. Такое сложно понять и простить женщине, умирающей от ревности и унижения. Поэтому мне жаль мою героиню, которая своими руками разрушила много жизней, и в первую очередь свою собственную..."
Номинант на премию "Грэмми" в категории "Лучшая запись оперного произведения" - за участие в записи оперы Дж. Верди "Риголетто" с участием Дмитрия Хворостовского, Надин Сиерра, Франческо Демуро, Андреа Мастрони под управлением маэстро Константина Орбеляна (2018).
Номинант на премию Союзного государства в области литературы и искусства (2019-2020гг.)
В 2021-м стала лауреатом российской оперной премии Casta Diva. Награда была вручена в номинации "Ансамбль года" - за великолепное исполнение оперы "Мазепа" под управлением дирижера Кирилла Петренко в Берлинской филармонии.
В 2021г. белорусская певица Оксана Волкова вошла в топ-10 молодых звездных меццо-сопрано - по версии издания Pro Opera: "Голос Оксаны Волковой мощный, обволакивающе-темный, не теряющий ни яркости, ни силы на высоких нотах... А красота певицы делает ее просто идеальной для таких ролей, как Кармен, Маддалена, Далила, Ольга, Сантуцца, Марина Мнишек, Марфа, Любаша, Кончаковна..." 

#### Репертуар
В репертуаре Оксаны Волковой – десятки партий из опер русских, белорусских и зарубежных композиторов, таких как: Кармен ("Кармен" Ж.Бизе), Амнерис ("Аида" Дж. Верди), Сантуцца ("Сельская честь" П. Масканьи), Марфа ("Хованщина" М. Мусоргский), Любаша ("Царская невеста" Н. Римского-Корсакова), Полина ("Пиковая дама" П. Чайковского), Маддалена ("Риголетто" Дж. Верди), Кончаковна ("Князь Игорь" А. Бородина), Кащеевна ("Кащей Бессмертный" Н. Римского-Корсакова), Ольга («Евгений Онегин» П. Чайковского), Любка («Седая легенда» Д. Смольского), Лаура Адорно («Джоконда» А. Понкьелли), Маргарита  («Осуждение Фауста» Г.Берлиоза), Марина Мнишек («Борис Годунов» М.Мусоргского), Отрок («Сказание о невидимом граде Китеже и деве Февронии» Н.Римского-Корсакова), Прециозилла ("Сила судьбы" Дж. Верди), Джульетта ("Сказки Гофмана" Ж. Оффенбаха), Джованна Сеймур ("Анна Болейн" Г. Доницетти), Далила ("Самсон и Далила" К. Сен-Санса), Принцесса Эболи ("Дон Карлос" Дж. Верди), Сонетка ("Леди Макбет Мценского уезда" Д. Шостаковича), Любовь ("Мазепа" П. Чайковского), Матрёша ("Война и мир" С. Прокофьева), Любава ("Садко" Н. Римского-Корсакова), Снежная королева ("История Кая и Герды (Снежная королева)" С. Баневича), Фенена ("Набукко" Дж. Верди), Сузуки ("Мадам Батерфляй" Дж. Пуччини) и др., партии солирующего меццо-сопрано в кантатах "Москва" П. Чайковского и "Александр Невский" С. Прокофьева, партия солирующего меццо-сопрано в Реквиеме Дж. Верди. В 2025-м подготовила партию Иоанны/Жанны д'Арк в опере П.Чайковского "Орлеанская дева" (постановка режиссера Г.Исаакяна на сцене Большого театра Беларуси).

#### Сцены и страны
Оксана Волкова выступала на знаменитых оперных сценах мира: "Ла Скала" (Милан, Италия), театр Massimo (Палермо, Италия), Михайловский театр (Санкт-Петербург, Россия), Teatro dell’opera Giocosa (Савона, Италия), Opera de Nice (Ницца, Франция), Teatro di San Carlo (Неаполь, Италия), "Метрополитен-опера" (Нью-Йорк, США), Teatro Colón (Буэнос-Айрес, Аргентина), Salzburger Landestheater (Зальцбург, Австрия), Королевский театр Covent Garden (Лондон, Великобритания), Национальный центр исполнительских искусств (Пекин, Китай), Израильская опера (Тель-Авив, Израиль), Большой театр Женевы (Швейцария), Эстонская национальная опера (Таллин, Эстония), Большой театр — Национальная опера (Варшава, Польша) и многих других.
Гастрольная деятельность О.Волковой началась в 2003г. исполнением партии солирующего меццо-сопрано в кантатах "Москва" П. Чайковского и "Александр Невский" С. Прокофьева с Ирландским симфоническим оркестром под управлением маэстро Александра Анисимова в Дублине (Ирландия).
В мае 2010 года певица - участница Международного Оперного Бала Пласидо Доминго в Вашингтоне.

В 2012 году стала приглашенной солисткой Латвийской национальной оперы, на сцене которой исполнила  партию Кармен в постановке Андрейса Жагарса.
В 2013-м Оксана Волкова дебютировала в нью-йоркском "Метрополитен-опера", став первой белорусской оперной певицей, выступившей на одной из самых известных оперных сцен мира. "Во время прямой радиотрансляции спектакля меня объявили как певицу из Беларуси - это было очень приятно", - делилась своими впечатлениями Волкова.

В 2015-м  дебютировала на сцене прославленного миланского театра "Ла Скала". В опере Пьетро Масканьи  "Сельская честь" Оксана Волкова исполнила партию Лолы. "Каждый оперный певец мечтает спеть в "Ла Скала". Моя мечта сбылась, и этот опыт был необыкновенным. Великая сцена, на которой пели Каллас, Карузо, Паваротти. Ощущения непередаваемые!" - рассказала в интервью певица.
В 2019-м О.Волкова покорила сцену  Oper Graz в Австрии, приняв участие в постановке оперы Дж. Верди "Дон Карлос". В спектакле также принял участие оперный певец Михаил Малафий (Украина).
В августе 2021г. ведущая солистка оперы Большого театра Беларуси Оксана Волкова приняла участие в фестивале искусств "Бархатный сезон в Одесской опере".
5 марта 2022г. - выступление на сцене Дрезденской государственной оперы в постановке Дж. Верди "Аида". Дирижер - знаменитый маэстро Кристиан Тилеман. Об Амнерис-Волковой написали: "Певица блистала, ее голос - технически безупречен... Обладая великолепной силой голоса, она с драматической выразительностью передала образ ревнивой принцессы, отвергнутой возлюбленной..."
В октябре 2022г.  в самом большом оперном театре на Мальтийских островах - театре "Аврора" прошла премьера оперы Дж. Верди "Аида". В партии Амнерис вышла белорусская певица Оксана Волкова. Заслуженной артистке Беларуси уже аплодировал этот зал в 2016-м, тогда певица блистала здесь в роли Кармен. Первый показ спектакля "Аида" должен был состояться в 2020-м, но пандемия внесла свои коррективы. Режиссер Вивьен Хьюитт адаптировала постановку легендарного Франко Дзеффирелли 2001 года для театра "Аврора" на мальтийском острове Гозо.
"Невозможно не отметить изумительную работу Оксаны Волковой в партии Матрёши: несмотря на компактность вокальной части, певица превращает эту маленькую роль в собственный бенефис одной своей артистической харизмой. Невероятная по силе мастерства работа!.." Александр Курмачёв, www.belcanto.ru

2 и 7 июля 2023г. на сцене Баварской оперы заслуженная артистка Республики Беларусь Оксана Волкова исполнила партию Матрёши в постановке дирижера В.Юровского и режиссера Д.Чернякова - опере С.Прокофьева "Война и мир".  Спектакль прошел в рамках программы Мюнхенского оперного фестиваля. (Премьера состоялась в марте 2023-го.) Спектакль был отмечен The International Opera Awards 2023 как лучшая премьера 2023 года.
С 12 по 15 июля 2023г. в Государственной академической капелле Санкт-Петербурга прошел XIV Международный конкурс молодых оперных певцов Елены Образцовой. Солистка оперы Большого театра Беларуси Оксана Волкова - одна из членов жюри.
"Конкурс проходил замечательно. Один из участников сказал мне: «Впервые в жизни я нахожусь в прекрасной атмосфере» – и это абсолютная правда! Директор конкурса Наталья Игнатенко – человек, который любит и хочет обнять весь мир, каждого из нас. Только в любви рождается что-то хорошее, не через тернии..." Музыкальный критик Сергей Буланов на страницах журнала "Музыкальная жизнь" обсудил творческие нюансы "состязания" с членом жюри - ведущей солисткой оперы и режиссером Большого театра Беларуси, одной из самых ярких и востребованных в мире певиц Оксаной Волковой.
В июле 2023г. Волкова дебютировала на Новой сцене Мариинского театра - певица вышла на эту сцену Санкт-Петербурга в главной партии - Сантуццы в опере "Сельская честь". Это было концертное исполнение гениального творения П.Масканьи. "Участие Оксаны Волковой в исполнении «Сельской чести» - один из долгожданных подарков, которые в июле Мариинский-2 приготовил истинным ценителям оперы", - написали в официальных соцсетях Мариинки. Партии в опере также исполнили ведущие солисты российского театра: Евгений Акимов, Екатерина Сергеева, Алексей Марков и Елена Витман. Дирижер - Гурген Петросян.
29 июля 2023г. белорусская певица предстала в образе Кармен в опере Ж. Бизе на сцене Новосибирского театра оперы и балета (НОВАТ). Партию Хозе ей составил Михаил Пирогов, солист Михайловского театра (Санкт-Петербург). Дирижировал Евгений Волынский. В марте 2024г. и следующего - 2025г. солистка оперы Большого театра Беларуси снова вышла на сцену НОВАТа в титульной роли в шедевре Ж. Бизе "Кармен". В 2025-м этим спектаклем дирижировал маэстро Михаил Татарников.

8 сентября 2023г. О.Волкова открывала театральный сезон в столице Южного Урала: она вышла к зрителям Челябинского театра оперы и балета в образе Амнерис - в спектакле "Аида" Дж.Верди. Дирижировал художественный руководитель - главный дирижер Челябинской оперы Евгений Волынский. 
В ноябре 2023 года в Зальцбурге (Австрия) Оксана Волкова выступила на одной из самых известных театральных площадок - Felsenreitschule, где в том числе проводится и знаменитый Зальцбургский фестиваль, - приняла участие в премьере оперы Дж. Верди "Аида". Заслуженная артистка Беларуси в постановке дирижёра Лесли Суганандараджа и режиссёра Андреаса Гергена исполнила одну из своих любимых партий - Амнерис. "Характер моего персонажа продиктован исключительно либретто и музыкой, - признавалась Оксана. - Это сильная женщина, способная так же сильно любить, но... глубоко несчастная - от отсутствия взаимности и лицезрения счастливой соперницы. Я всегда стремлюсь показать трагедию Амнерис таким образом, чтобы публика сочувствовала именно ей..." 
В марте 2024г.  Оксана Волкова была одним из членов жюри II Международного конкурса вокалистов имени Л.В. Мясниковой, который прошел в Новосибирской государственной консерватории им. М.И. Глинки. За профессиональную работу в качестве члена жюри конкурса белорусская оперная певица была отмечена Благодарностью.
9 октября 2024г. в Московском концертном зале «Зарядье» состоялось Торжественное открытие XXVII Международного конкурса вокалистов имени М.И. Глинки. В этот вечер выступили Симфонический оркестр Мариинского театра под руководством Валерия Гергиева, а также оперные звезды – обладатели гран-при и лауреаты конкурса предыдущих лет. В их числе - Оксана Волкова. Оперная прима Большого театра Беларуси стала лауреатом этого престижного конкурса в 2007 году. (В разные годы лауреатами и дипломантами конкурса становились знаменитые певцы: Елена Образцова, Евгений Нестеренко, Александр Ворошило, Сергей Лейферкус, Альбина Шагимуратова, Ольга Бородина, Дмитрий Хворостовский, Анна Нетребко, Аскар Абдразаков, Ильдар Абдразаков и др.)
В феврале 2025г. Оксана Волкова дебютировала на сцене Национальной оперы Греции. Ведущая солистка Белорусской оперы исполнила  партию Прециозиллы в опере Дж. Верди «Сила судьбы» (постановка  режиссера Родулы Гайтану и итальянского дирижера Паоло Кариньяни).
8 марта 2025г. заслуженной артистке Республики Беларусь Оксане Волковой аплодировали зрители Красноярского театра оперы и балета им. Д.А. Хворостовского - она вышла в партии Амнерис в опере Дж. Верди "Аида". В образе Радамеса предстал Иван Гынгазов, солист "Геликон-оперы" (Москва) и Мариинского театра (Санкт-Петербург).
2 апреля 2025г. на Новой сцене Большого театра России был представлен творческий проект Большого театра Беларуси "Патетический дневник памяти". В специальном показе приняла участие и Оксана Волкова.
В июле 2025 года Оксана Волкова принимает участие в серии показов оперы Дж. Верди "Риголетто" на сцене Национальной оперы Греции. В постановке режиссера Катерины Евангелатос солистка Большого театра Беларуси исполняет партию Маддалены.

#### Большой театр России
В 2009–2010 гг. Оксана Волкова - артистка молодежной оперной программы Большого театра России, с 2010 г.  – приглашенная солистка театра. На его сцене белорусская певица выходила в постановках опер: Н. Римского-Корсакова «Сказание о невидимом граде Китеже и деве Февронии» (партия Отрока), "Царская невеста" (Любаша) - гастроли в Шанхае, "Садко" (Любава), П. Чайковского «Евгений Онегин» (партия Ольги) - гастроли в Королевском  Ковент-Гардене в Лондоне и в оперном театре "Реал" в Мадриде, "Пиковая дама" (партия Полины), Дж. Верди «Набукко» (Фенена), Ж. Бизе «Кармен» (заглавные партии - на Новой сцене и Исторической сцене), А. Даргомыжского "Каменный гость" (Лаура), М.Мусоргского "Борис Годунов" (Марина Мнишек).
Прима белорусской оперы Оксана Волкова – выпускница самого первого набора молодежной оперной программы Дмитрия Вдовина. «Молодежная программа позволила мне не только продолжать развивать мои вокальные способности, показала мой потенциал, но и открыла передо мной мир, – говорит Оксана. – Мой самый первый серьезный контракт был заключен в 2010-м с театром в Палермо – меня пригласили исполнить роль Лауры в «Джоконде» А. Понкьелли. Белорусская певица пела одну из главных партий в известном театре Италии! Фантастика! Все прошло хорошо, более того – на этом не закончилось (улыбается). Эта работа меня только вдохновила и придала сил двигаться дальше…»

#### Концерты
Оксана Волкова в качестве звездного гостя принимала участие во многих знаковых концертах международного уровня: в Санкт-Петербурге, Саратове (в рамках Собиновского фестиваля), в Екатеринбурге, Уфе, Казани (в рамках Шаляпинского фестиваля), Москве, Астане, Ереване, Баку, Ташкенте.
В 2023-м «концерт знаменитого пианиста, композитора и дирижера Леона Гурвича прошел в немецком Ной-Вульмсторфе. Артист, являющийся неотъемлемой частью музыкального мира Гамбурга, вместе с гостями представил публике собственные сочинения и виртуозные интерпретации творений известных композиторов. В этот вечер была особенная гостья – белорусская певица Оксана Волкова. (Оксана и Леон знают друг друга со школьных лет: в Минске они вместе пели в хоре.) Не каждый день слышишь звезду мировой оперы с таким потрясающим голосом. (…Несколько дней назад я имел огромное удовольствие встретиться с ней в Зальцбурге и слышать ее Амнерис – в новой постановки "Аиды". Она произвела неизгладимое впечатление.) Гурвич написал семь песен для меццо-сопрано и фортепиано на стихи русских поэтов Иосифа Бродского, Бориса Пастернака, Осипа Мандельштама, Александра Блока и Марины Цветаевой. Премьера цикла «Пилигримы» и состоялась этим вечером. Волкова с уверенностью справилась с произведениями, которые Леон написал специально для ее темного плотного голоса. Мрачные музыкальные фразы с небольшими светлыми моментами вызвали особенно сильные эмоции, в том числе – и у самой певицы. И эти переживания добавили исполнению еще больше трогательности и достоверности...» Из материала Патрика Кляйна Добавим. что в феврале 2024 года Оксана Волкова на сцене Камерного зала им.Л.П. Александровской Большого театра Беларуси подготовила уникальную программу, куда вошли «Пилигримы» Л. Гурвича и редчайший вокальный цикл "Красный пепел" К.Сен-Санса.

#### Дискография и ТВ-трансляции знаковых спектаклей
- Сольный альбом "La PRIMA vista” (Симфонический оркестр Белорусской государственной филармонии, дирижер - Александр Анисимов)
- Сольный альбом "Romances” (романсы П.Чайковского и С. Рахманинова, пианистка Татьяна Лойша)
- Сольный альбом "Poison d’Аmour” (Каунасский симфонический оркестр, дирижер - Константин Орбелян)"Первая встреча с Волковой мне очень понравилась, с нетерпением жду от нее еще большего, - написал в обзоре на диск Poison d'Amour белорусской оперной примы Оксаны Волковой Стивен Фрэнсис Васта. Пластинка была выпущена компанией DELOS Music в марте 2021 года. - Это настоящее меццо... Арии принцессы де Буйон и Сантуццы спеты поразительно-прекрасно..."
- Опера П.Чайковского "Евгений Онегин" ("Метрополитен-опера", Манхэттен, Нью-Йорк, США)
- Опера Дж. Верди "Риголетто" ("Метрополитен-опера", Манхэттен, Нью-Йорк, США)
- Опера Дж. Верди "Риголетто" (Каунасский симфонический оркестр, дирижер - Константин Орбелян)
- Опера П.Чайковского "Пиковая дама" (Зальцбургский фестиваль, дирижер - Марис Янсонс)"Пожалуй, впервые трагическое предвосхищение судьбы главной героини — романс Полины — получает в исполнении Оксаны Волковой совершенно самостоятельное знаковое звучание. Певица играет не столько подругу Лизы, сколько её чёрного двойника (это же подчёркивается и её неожиданным мужским нарядом). Ценность этого прочтения не только в драматической силе подачи: Полина у О. Волковой делает из этого романса мини-спектакль, то ли предупреждая, то ли провоцируя Лизу. И, конечно, следующая за романсом разухабистая пляска «на гробах», в которой певица даёт волю своему сексуальному темпераменту, легко подсказывает ответ на вопрос, ангел-хранитель перед нами или злой гений..." А.Курмачев для Belcanto.ru[32]
- Опера Д. Шостаковича "Леди Макбет Мценского уезда" (Опера Бастилии, Париж, трансляция на телеканале MEZZO)
- Опера Дж. Верди "Аида" (Дрезденская опера, трансляция на телеканале MEZZO)
- Опера Ж.Бизе "Кармен" ( Мальта, Мальтийское телевидение)
- Опера П.Чайковского "Мазепа" (концертное исполнение в Берлинской филармонии, дирижер - Кирилл Петренко, трансляция на телеканале MEZZO) "Это просто чудо какое-то! На репетиции с Берлинским симфоническим оркестром! Каст мечты! Владислав Сулимский, Ольга Перетятько, Дмитрий Головнин, Виталий Ковалев.... За пультом - Кирилл Петренко!.."
- Опера Ж.Бизе "Кармен" (Телеканал "Беларусь 3")
- Опера Н.Римского-Корсакова "Царская невеста" (Телеканал "Беларусь 3")[33]
- Опера Д.Смольского "Седая легенда" (Телеканал "Беларусь 3")
- Опера М.Мусоргского "Борис Годунов" (Швейцарское телевидение)
- Концерт Belcanto: О.Волкова и А.Москвина[34] (телеканал "Беларусь 3")

#### Режиссерские работы
Как режиссер Оксана Волкова поставила на сцене Большого театра Беларуси две оперы – "Виллисы. Фатум" на музыку Дж. Пуччини (2020г.) (дебют как режиссера) и "Самсон и Далила" К. Сен-Санса (2021г.).
"Режиссеры-дебютанты очень любят сверхпопулярные, заезженные названия, полагая, что публика быстрее купится, а критика скорее оценит оригинальность их концепции. Оксана Волкова пошла другим путем. Для своей дипломной режиссерской работы она выбрала оперу малоизвестную, но при этом редкостно красивую, цельную и ясную по мысли и драматургии". (Юлия Андреева для "СБ. Беларусь сегодня", 2020г.)
«Анастасия Малевич спела свою Далилу феноменально. Томный тембр, волнующее звучание низов и уверенные верхи, мягкая подача звука и тонкая фразировка — все эти достоинства молодой певицы идеально подошли для столь знаковой партии. Не меньшее впечатление произвел молодой тенор Дмитрий Шабетя в партии Самсона: голос красивого тембра звучал одновременно и мощно, и ярко, но без малейшего напряжения на верхах. Великолепный вокально-драматический образ создал опытный баритон Станислав Трифонов: его Верховный жрец был и коварен, и устрашающ… Порадовал хор Нины Ломанович – мощным и стройным звучанием, пением выразительным и стильным. Но и оркестру опера оказалась по размеру: дирижер Олег Лесун сумел выстроить динамичное развитие музыкальной ткани, собрать форму произведения, а оркестровые партии и солисты прозвучали очень достойно, то чутко аккомпанируя певцам, то выходя на первый план и радуя богатой палитрой тембральных красок…» Александр Матусевич о премьерной опере К.Сен-Санса «Самсон и Далила» в Большом в постановке О.Волковой – для журнала Opera (Апрель-2022).
Оксана Волкова продолжает радовать своих поклонников постановками самых разных концертных программ, отличием которых всегда становятся изысканность и стиль. 

#### Пресса. Избранное
Программа "Камертон" 2016 г. телеканала "Беларусь 3" с участием белорусской певицы.  В 2023 г. О.Волкова снова стала гостьей этой передачи - "Diva".

«Оксана Волкова была очаровательна в плетении интриг. В ариях она искусно использовала свой темный, бархатный, обволакивающий голос – и создала очень эффектную партию Эболи, продемонстрировав яркие верхние ноты и получив восторженные аплодисменты публики…» Изабелла Степпан для музыкального издания bachtrack.com после выступления О.Волковой  на сцене Oper Graz в Австрии в 2019г.
"С Дмитрием Хворостовским мы пели в двух постановках — в «Евгении Онегине» в Метрополитен-опере и в «Риголетто» в Ковент-Гардене. В опере Верди моя героиня с его персонажем практически не связаны. А вот в «Онегине» мы много работали вместе. Дмитрий тогда уже болел, и я видела, как его любят люди и коллеги. Он получал столько внимания и любви буквально от всех — от работниц кафе и людей, встречающих зрителей у входа, до актеров и оркестрантов.
Все ему сочувствовали, оказывали поддержку, обнимали, желали удачи. Это выглядело очень трогательно. Он пригласил меня в гости в свой красивый дом в Лондоне, шла, по-моему, рождественская неделя. Мы тесным профессиональным кругом посидели, видно было, с какой нежностью Дмитрий относится к своей красавице жене Флоранс, симпатичным и воспитанным деткам. Его уход — невероятная потеря для семьи и всего мира..." Белорусская оперная дива Оксана Волкова - о работе с Хворостовским, пандемии и любви к стилю casual.
 "Мне всегда нравилось петь, сколько себя помню. Завернувшись в простыню и встав на табуретку, я очень серьезно пела про айсберг в океане еще в детсадовском возрасте. Тогда в садиках еще не было стационарных кроватей, и после обеда воспитатели должны были поставить раскладушки и приготовить постель для сна для всей группы. В это время я давала концерт. Дети сидели как зайчики и слушали все, что я исполняла. А репертуар был большой: и Пугачева, и Ротару, и Леонтьев. Воспитатели детского сада и посоветовали родителям отдать меня в музыкальную школу..." Оксана Волкова для "СБ. Беларусь сегодня"
"Кадры жизни" заслуженной артистки Республики Беларусь Оксаны Волковой. 20 лет на сцене Большого театра Беларуси, а также на сценах самых знаменитых театров мира. Программа телеканала "Беларусь 3".
Пандемия не повод прекращать работать. Так думает и заслуженная артистка Республики Беларусь Оксана Волкова. Как сообщает корреспондент газеты «Вечерний Минск», С.Шидловская в нынешнем сезоне (2021) руководство Большого театра Беларуси доверило Волковой воплотить на сцене оперу Камиля Сен-Санса «Самсон и Далила».
"Двумя главными звездами вечера стали Оксана Волкова в роли Амнерис и Франческо Мели в роли Радамеса. Прекрасные полные голоса, огромная эмпатия и страсть как в голосе, так и в игре. Меццо-сопрано пела о своей любви и ревности, а также об отчаянии, и ей удалось заставить публику разделить ее чувства..." Автор - Маттиас Крейцигер, 5 марта 2022г. После выступления О.Волковой на сцене Дрезденской государственной оперы (Германия)
Героиня программы «Беларусы» – одна из известнейших оперных певиц Беларуси. Оксана Волкова востребована и за пределами Беларуси, ее голос звучит в Большом театре России, Метрополитен-опере в Нью-Йорке, в Королевской опере Ковент-Гарден, в Латвийской и Эстонской Национальных операх. Героиня программы телеканала "Беларусь 3" исполняла главные партии в ведущих мировых оперных театрах – Массимо в Палермо, Сан-Карло в Неаполе, Опере Ниццы, «Ла Скала» в Милане, Реал в Мадриде, Колон в Буэнос-Айросе. Эфир 2022г.
Меццо-сопрано Оксану Волкову сегодня знают не только как искрящуюся азартом, вечно неугомонную Ольгу из «Евгения Онегина» Чайковского, дерзкую провокаторшу Сонетку из «Леди Макбет Мценского уезда» Шостаковича и даже не только как интриганку Марину Мнишек из «Бориса Годунова» Мусоргского. Личным рекордом и мировой сенсацией стало ее участие в премьере «Самсона и Далилы» Сен-Санса в Большом театре Беларуси не только в титульной партии роковой обольстительницы, но и в роли режиссера этой масштабной постановки. О своих уроках режиссуры в театре и жизни Оксана  рассказала Владимиру Дудину. 2022г.
"Успех мы все любим, а вот как пережить неудачу и идти дальше? Этому тоже надо учиться. Если у тебя этого нет, то велика вероятность сломаться, если не на данном конкурсе, то потом, если в карьере что-то не складывается, ведь не всегда идет только светлая полоса в жизни, бывает всякое. Уметь держать удар, вставать после падения и идти дальше. Нужно каждый день доказывать и себе, и другим, что ты чего-то стоишь. Закалка необходима, и ее получают именно на конкурсах". Музыкальный критик Александр Матусевич (Россия) побеседовал со знаменитой белорусской певицей и режиссером Оксаной Волковой. Интервью состоялось во время XIV Международного конкурса молодых оперных певцов Елены Образцовой, на который заслуженная артистка Беларуси была приглашена в качестве члена жюри. Июль-2023

"Музыкально спектакль был почти безупречным: сильный состав солистов, великолепный хор Нины Ломанович, радовавший чистотой и монолитностью звучания, оркестр, играющий стройно и без помарок; предложенный Артемом Макаровым темповый план оказался по-настоящему классическим, что придало исполнению черты эталонности. Среди солистов лидировали низкие голоса – роскошной Любашей с то щемяще-сердечными, то неистово страстными интонациями предстала звездная меццо Оксана Волкова; Грязной вышел колоритным буяном у баритона Станислава Трифонова, чей богатый голос особенно хорош на середине диапазона; фундаментальный бас Андрея Валентия обстоятельно озвучил степенного Собакина. Кстати, эти три вокалиста уже показывали именно эти работы в России: Волкова и Валентий – в Большом театре, Трифонов – на Шаляпинском фестивале в Казани...". Музыкальный критик А.Матусевич (Россия) для интернет-издания "Играем сначала". Сентябрь, 2024г.
"Царственная Амнерис Оксаны Волковой Оксана Волкова – стопроцентное попадание в актерский и вокальный образ, а сочный обволакивающий голос певицы способен живописать и гнев, и коварный эротизм..." Музыкальный критик А.Матусевич (Россия) для интернет-издания "Играем сначала". Октябрь, 2024г.

#### Говорят зрители
"Летась аўтарская праграма «Чырвоны попел» Аксаны Волкавай, заслужанай артысткі, вядучай салісткі беларускай оперы, прадстаўленая ў Камернай зале Вялікага тэатра, пакінула глыбокія ўражанні: тады гучаў Каміль Сен-Санс і беларускі кампазітар Лявон Гурвіч, які прысвяціў зорнаму меца вакальны цыкл, калі не памыляюся, на вершы паэтаў Срэбранага веку. На гэты раз Аксана Волкава разам з цудоўнай піяністкай Вольгай Запольская прадставілі канцэртную праграму “Белыя ночы”, якая ўключала камерныя творы Свірыдава, Чайкоўскага, Барадзіна і Мусаргскага. Камерны фармат амаль заўсёды - асаблівая акустычная і эмацыйня блізкасць паміж артыстамі і гледачамі, дзе музыка перастае быць "выкананнем" і становіцца - часта – выяўленнем, адкрытай размовай. А пачынаўся гэты вечар проста: згасла святло, у паўзмроку залы Вольга выйшла і - без прадмоў - зайграла Свірыдава. З першых гукаў раманса з "Завеі" стала зразумела: гэта не проста ўступ, гэта камертон усяго вечара. Свірыдаўская музыка, як сапраўдная тэатральная ўверцюра, дзіўным чынам змясціла ў сабе ўсе асноўныя тэмы праграмы. У гэтых некалькіх хвілінах ужо загучалі: стыхійнасць (якая пазней адгукнецца ў апантаных "Начах вар'яцкіх" Чайкоўскага), малітоўная засяроджанасць (якая нібыта прадчувае "Маці Божую ў горадзе" Свірыдава), меладычная роднасць з будучай фартэпіяннай сюітай Барадзіна, трагічная асуджанасць (рэха "Скокаў смерці" Мусаргскага). І хоць агляд у мяне на гэты раз быў дастаткова абмежаваны, але ён добра акцэнтаваў увагу на руках піяністкі, якія распавядалі зачаравальна і эмацыйна. Вольга Запольская ў гэты вечар сумяшчала некалькі роляў, у тым ліку і вядучай. Асобная музыка – яе тонкае суправаджэнне "рускай" праграмы на пявучай і мяккай беларускай мове. Вялікая падзяка - за такое задавальненне. Аказваецца, гэта так натуральна, прыгожа і проста – весці любыя праграмы па-беларуску. Слухаючы не першы раз аўтарскія канцэрты Аксаны Волкавай, хачу адзначыць, што выкананне рамансаў ёю – гэта, канешне, асаблівая глыбокая псіхалагічная праца: кожны гук тут становіцца – сэнсавым жэстам, а кожная паўза - падтэкстам. Кульмінацыяй гэтага вечара сталі, вядома, «Песні і скокі смерці» Мадэста Мусаргскага. Гэты цыкл - выпрабаванне для любой вакалісткі: тут нельга проста "спяваць", тут нельга проста пражыць кожную смерць, тут трэба Смерцю стаць. І абсалютна рознай - у кожнай песні. Гэта дэталёва выбудаваны, абмежаваны ў пэўных сюжэтах свет, дзе смерць прымае свае шматлікія абліччы: то зманліва ласкавае, то цынічна насмешлівае, то холадна непрадузятае. Выканаўцы - і салістка, і канцэрмайстар - нібыта даследуюць і перадаюць сам момант пераходу жыцця да смерці. У гэтым цыкле мне заўсёды падаваўся найбольш моцным у эмацыйным плане «Трапак», але на гэты раз Аксана да здранцвення закранула кожнага ў зале «Палкаводцам». Гэта музыка, пасля якой нельга сказаць "ніколі зноў" - таму што бяздушны механізм, апісаны Мусаргскім, працуе, здаецца, бесперапынна. І вялікі жах - што такая Смерць да гэтага часу - штодзённая… Як і ў «Чырвоным попеле», бісавым пунктам «Белых начэй» стаў «крэдавы» раманс Лявона Гурвіча «Песня пра песню» на верш Ганны Ахматавай. Памятаю, якім эмацыйным апафеозам ён стаў у мінулы раз. На гэты раз – тыя ж адчуванні. Дзякую за яшчэ адзін глыбокі вечар! Bravi – блiскучым салiсткам!" Наталля Бандарэнка
Шчыры і цудоўны водгук на праграму Аксаны Волкавай і Вольгі Запольскай "Белыя ночы", якая прайшла ў Камернай зале Вялікага тэатра Беларусі 3 траўня 2025г.
"Хочу оставить свой восторженный отзыв о концерте «А может, не было войны», который прошел 14 мая 2025 года в Камерном зале им. Л.П. Александровской в Большом театре Беларуси. Меня до глубины души потрясло, ошеломило исполнение песни «Шум берёз» Оксаной Волковой. Ее голос передал не только все эмоции и чувства, заложенные в песне, но и звучание живого березового леса, шелест листвы. Как это возможно?! Магия!! Эта певица - настоящее сокровище не только Большого театра, но и всей нашей страны! Наше национальное достояние и гордость! Великая, величественная, с незабываем голосом исполнительница. Я просто очарована ею! Оксана Волкова для меня - навсегда! Браво!" С уважением, Цегалко Валентина Романовна